# 105
105 — невисокосний рік, що почався в четвер за григоріанським календарем.
Римська імперія •  Парфянське царство •  Кушанське царство •  Східна Хань •  Сармати

## Геополітична ситуація
Римську імперію очолює імператор Траян (до 117). Імперія займає Апеннінський, Піренейський та Балканський півострови, Галлію, частину Британії, Близький Схід, Північну Африку включно з Єгиптом. Римляни ведуть війну з Дакією.
Наймогутніша держава центральної Азії — Парфянське царство, в якому править Пакор II. Наймогутніша держава Індостану — Кушанське царство. Династія Хань править у Китаї.
Триває докласичний період цивілізації мая.
На території майбутньої України, в степах Причорномор'я, мешкають сармати, північніше племена Черняхівської культури.

## Події

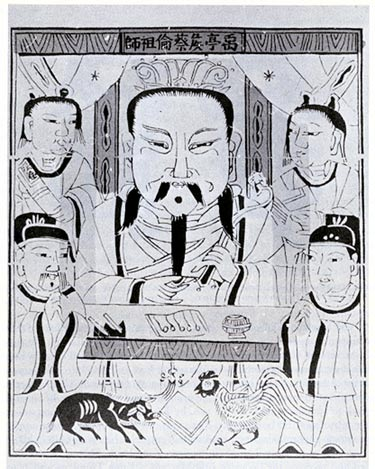
Цай Лунь

- Римський імператор Траян покинув Рим і розпочав другий похід на даків.
- Legio II Adiutrix переміщено в Анквінкум.
- Траян створив легіони Legio XXX Ulpia Victrix та Legio II Traiana Fortis.
- Римляни захопили місто Ель-Карак у Набатеї.
- Побудовано Траянів міст через Дунай.
- Помер цар Парфії Пакор II. Його спадкоємцем став Вологез II.
- У Китаї сановник Цай Лунь винайшов папір.
- Закінчився понтифікат Папи римського Евариста.

## Народились
Лю Лун — 5-й імператор династії Пізня Хань

## Померли
- Еварист — п'ятий папа Римський
- Марк Валерій Марціал — римський поет
- Марк Валерій Проб — відомий давньоримський граматик.
- Плутарх — Візантійський єпископ у 89-105 роках.